# رئومتر

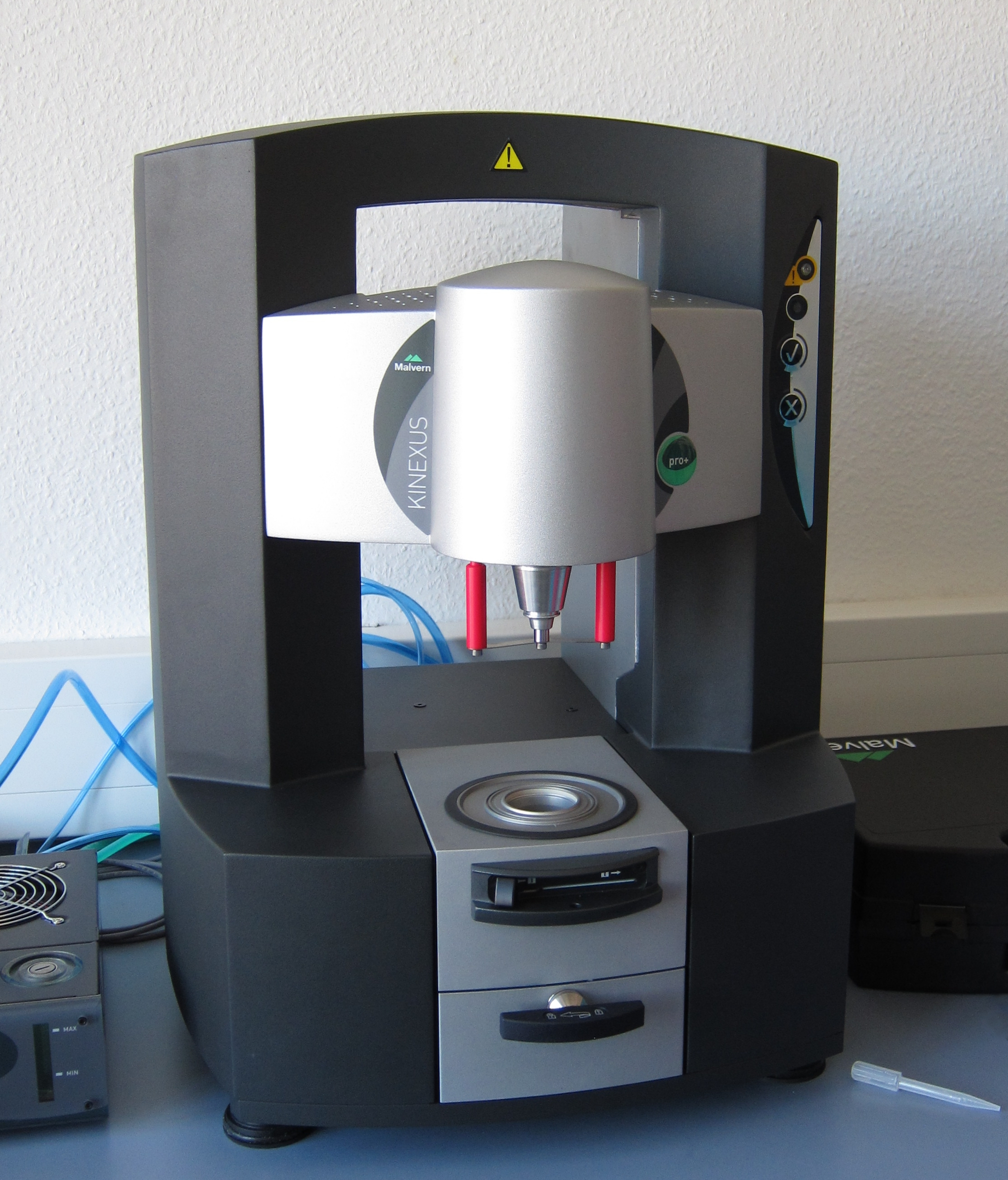
رئومتر

رئومتر(به انگلیسی: Rheometer) یک ابزار آزمایشگاهی اندازه گیری است که بر خلاف ویسکومترها جهت اندازه گیری برخی پارامترهای افزایش از جمله ویسکوزیته دینامیکی، سرعت برشی و تنش برشی به کار می‌رود. سازوکار عملکرد این وسیله به این صورت است که در آن از طریق بررسی توان مورد نیاز برای چرخش یک همزن در داخل نمونه، پارامترهایی چون ویسکوزیته دینامیک اندازه گیری می‌شود.

## انواع رئومتر
دو نوع متفاوتی از رئومتر وجود دارد. رئومترهایی که تنش برشی (shear stress) به کار برده شده را اندازه‌گیری می‌کنند و رئومترهای چرخشی یا برشی نامیده می‌شوند، در حالی که رئومترهایی که تنش کششی را به کار می‌گیرند رئومترهای کششی هستند.

### رئومتر چرخشی (برشی)
رئومترهای چرخشی خانواده بسیار مهمی از وسایل اندازه‌گیری توابع ماده رئولوژیکی اند. کار با این رئومترها ساده است و در شرایط معمولی در سرعتهای برش کم و متوسط نتایج معتبری را بدست می‌دهند. یک ضعف ذاتی این رئومترها عدم حصول نتایج دقیق در ناحیه سرعتهای برش زیاد است که رفع آن در شرایط عادی امکانپذیر نیست. در سرعهای برش بیشتر از {\displaystyle s^{-1}} ۰/۱ نمونه مذاب پلیمر مورد آزمایش از وسط بریده شده و در نهایت در سرعتهای برش بیشتر از میان گاف (gap) سیستم اندازه‌گیری خارج می‌شود. در مورد نمونه‌هایی با گرانروی کمتر، این مواد در اثر نیروی گریز از مرکز و جریانهای ثانویه در همین محدوده از سرعت برش شروع به خروج از بین گاف دستگاه (بجز در مورد استوانه‌های هم محور) و جریان آشفته می‌شود که در این صورت توابع رئولوژیکی اندازه‌گیری شده مورد اعتماد نخواهند بود. در این شرایط استفاده از رئومترهای موئین اجتناب ناپذیر است. در مقابل، رئومترهای چرخشی در حالتهای پایا و نوسانی قادر به تولید اشکال مختلف تغییر شکل در سیال مورد مطالعه اند که رئومترهای موئین این قابلیت را ندارند. در بسیاری شرایط مانند فرایند روزن رانی سرعت برش خیلی زیاد و در حد سرعتهای برش اعمال شده به وسیله رئومترهای موئین است (روان کشسانی غیرخطی). شرایطی نیز وجود دارد که تغییر شکلها بسیار کوچک بوده و ساختار سیال بهم ریخته نمی‌شود. ملموس‌ترین مثال از این نوع بارگذاری لرزاندن یک طرف ژله است که در آن نیروها و تغییر شکلها برای فروپاشی ساختمان ژله به اندازه کافی بزرگ نیست. در این شرایط، حالت نوسانی رئومترهای چرخشی ابزار مناسبی است.
از مزایای دیگر این نوع رئومترها قابلیت استفاده از هندسه نمونه و سیستمهای اندازه‌گیری گوناگون است. این نوع هندسه‌ها دستیابی مستقیم به سطوح برش را امکانپذیر می‌سازد و پُر کردن و تمیز کردن آنها را نسبت به رئومترهای موئین ساده‌تر می‌سازد. به عنوان معایب رئومترهای چرخشی می‌توان از کامپلیانس دستگاه و اصطکاک محور بخش متحرک سیستم اندازه‌گیری نام برد که مورد دوم از طریق استفاده از بالشتک هوا (air-bearing) رفع می‌شود.
به طور کلی دو نوع رئومتر چرخشی وجود دارد: 
رئومترهای هم محور (concentric) که دارای دو بخش اندازه گیری ثابت و متحرک بوده و در هر حالت محور چرخش آنها منطبق بر یکدیگر است.  
رئومترهای خارج از محور (eccentric) که در آنها دو بخش اندازه گیری هم محور نبوده و چنین بنظر می آید که یکی نسبت به دیگری جابجا شده است. 
رئومترهای چرخشی بسته به نحوه اعمال تغییر شکل یا نیرو نیز به دو دسته زیر تقسیم می شوند: 
- رئومترهای با کرنش ثابت یا کنترل شده: این نوع رئومترها به نمونه مورد آزمایش حساس نیستند. اغلب این نوع رئومترها مجهز به موتورهایی از نوع جریان مستقیم با کنترل وضعیت خودکار مداربسته اند. این نوع موتورها از نوع همزمانند و سرعت یا تغییر شکل معینی را به یکی از دو بخش اندازه گیری اعمال می کنند. از آنجا که هیچ رابطه ای میان قدرت و میدان بخش ثابت موتور یعن جریان و گشتاور حاصل وجود ندارد، یک ترانسدیوسر دیگر برای اندازه گیری نیروی وارد به سیستم اندازه گیری مقابل لازم است. با اینکه پاسخدهی موتورهای جریان مستقیم رئومترهای کرنش ثابت بسیار سریع است، عامل محدودکننده در اندازه گیریهای عبوری با این نوع رئومترها ترانسدیوسر است. مشکل دیگر آنکه اگر این نوع رئومترها در آزمونهایی بکار برده شوند که نیاز به اعمال تنشی معین باشد، یک مدار اندازه گیری لازم است که با ختلاف زمانی همراه بوده و از این رو کارایی آنها محدود می شود. البته با پیشرفتهای جدید در طراحی موتورهای جریان مستقیم بر این مشکل غلبه شده است.

- رئومترهای با تنش ثابت یا کنترل شده: بیشتر این نوع رئومترها به موتورهایی موسوم به drag cup motor مجهزند که موتورهایی از نوع جریان متناوبند و به موتورهای ناهمزمان (asynchronous) موسومند. در این موتورها بخش چرخنده (روتور) به صورت همفاز با میدان مغناطیسی اعمال شده در بخش ساکن (استاتور) حرکت نمی کند. سرعت بخش چرخنده خیلی آهسته تر از فرکانس چرخش میدان بخش ساکن است. در واقع، این اختلاف سرعت است که باعث القای میدان مغناطیسی می شود. از طریق میدان بخش چرخنده نمی توان موتور را کنترل کرد، زیرا جریان در بخش ساکن را به دو بخش مغناطیس کننده و تولیدکننده گشتاور نمی توان تقسیم کرد. این موضوع به نارسایی این نوع موتورها و رئومترها در تنظیم گشتاور طی آزمونهای تغییر شکل یا سرعت برش مرحله ای منجر می شود. مزیت این نوع موتورها و رئومترها در تنظیم گشتاور طی آزمونهای تغییر شکل یا سرعت برش مرحله ای منجر می شود. مزیت این نوع موتورها سادگی طراحی الکترونیکی آنها و عدم نیاز به ترانسدیوسر و مدار اندازه گیری است. علت این امر موتور رئومتر است که در آن تنش اعمال شده و پاسخ ماده مورد آزمایش هر دو قابل سنجش است.

دسته اول این نوع رئومترها دقت خوبی در محدوده فرکانسهای زیاد دارد و دسته دوم در محدوده فرکانسهای کم نسبت به دیگری از دقت بیشتری برخوردار است.

#### رئومتر برشی دینامیکی
نوع برشی دینامیکی که به‌طور متداول با نام DSR شناخته می‌شود برای توسعهٔ دقیق و همچنین کنترل کیفی در ساخت طیف وسیعی از مواد به کار گرفته می‌شود.

#### لوله ای یا موئین
مایع از میان یک لولهٔ دارای برش متقاطع دایمی با ابعاد دقیق مشخص تحت شرایط جریان آرام، جریان داده می‌شود. یا افت سرعت جریان یا افت فشار ثابت شده و دیگری اندازه‌گیری می‌شود.

#### استوانه های هم محور
شناخته شده ترین نوع رئومترهای چرخشی استوانه های هم محور است. در این شکل دوبخش وجود دارد: استوانه داخلی (bob) و استوانه خارجی (cup). سیال مورد مطالعه در فضای بین این دو استوانه قرار می گیرد. اگر استوانده داخلی بچرخد و دیگری ثابت باشد آن را رئومتر کوئت (Couette) و اگر استوانه خارجی بچرخد رئومتر را سرل (Searle) می نامند.
سرعت چرخش در رئومترهای چرخشی با Ω نشان داده می شود و فرض می شود که هیچ گونه اثر انتهایی (edge effect) با جریان ثانویه وجود ندارد. گشتاور (M) لازم برای چرخاندن استوانه گردان یا ثابت نگه داشتن استوانه ثابت در جای خود از طریق معادله زیر به تنش برشی روی دیواره استوانه داخلی ({\displaystyle r_{i}}) مربوط است:
{\displaystyle M({R_{i}})=2\pi {R_{i}}^{4}L{r_{i}}}
در این معادله {\displaystyle R_{i}} و L به ترتیب شعاع و طول استوانه داخلی است. در مورد یک سیال نیوتنی سرعت برش روی دیواره داخلی {\displaystyle y_{i}} به صورت زیر است:
{\displaystyle y_{i}={2\Omega  \over 1-\left[{R_{i}/R_{s}}\right]^{2}}}
در اینجا {\displaystyle R_{s}} شعاع استوانه خارجی است. در این شرایط گرانروی یک سیال نیوتنی از معادله مارگولس بدست می آید.

#### مخروطی و صفحه ای
مایع درون یک صفحهٔ افقی قرار داده شده و یک مخروط کم عمق درون آن قرار می‌گیرد. زاویهٔ بین سطح مخروط و صفحه حدود ۱ تا ۲ درجه است ولی بسته به نوع آزمایش‌های در حال اجرا متغیر است.

#### برشی خطی
یک نمونه از رئومتر برشی خطی رئومتر Goodyer Linear Skin است که از آن برای تست فرمول ساخت کرم آرایشی و برای اهداف تحقیقاتی پزشکی برای تعیین کمیت ذرات بافتی دارای قابلیت ارتجاعی استفاده می‌شود.

### انواع رئومترهای کششی

#### Rheoten
Rheotenها از نوع چرخانندهٔ فیبر هستند که برای ذوب‌های پلیمری مناسب می‌باشند.

#### CaBER
CaBER از نوع تفکیکی موئین است. یک مقدار اندک از ماده بین صفحات قرار داده می‌شود که با سرعت در فشاری ثابت کش داده می‌شوند.

#### FiSER
در این ابزار، یک سری موتورهای خطی یک رشته مایع را به صورت مجزا در یک سرعت در حال افزایش به صورت نمایی هدایت می‌کنند در حالی که نیرو و قطر به عنوان تابعی از زمان و موقعیت اندازه‌گیری می‌شوند.

#### Sentmanat
نوع کششی (Sentmanat (SER در واقع وسیله‌ای است که می‌توان آن را روی انواع برشی نصب کرد.